# Numa Marcius
Numa Marcius, zoon van Marcus, was de eerste pontifex maximus van Rome.
Hij vergezelde koning Numa naar Rome. Hij stond hem in zijn godsdienstige hervormingen als raadsman terzijde.
Na diens dood benam hij zichzelf het leven.

## Referentie
- art. Marcia gens (1), in F. Lübker - trad. ed. J.D. Van Hoëvell, Classisch Woordenboek van Kunsten en Wetenschappen, Rotterdam, 1857, p. 579.